# Skoczki (gra)
|   | a | b | c | d | e | f | g | h |   |
| 8 | a8 – Czarny pionek · b8 – Czarny pionek · c8 – Czarny pionek · d8 – Czarny pionek · e8 – Czarny pionek · f8 – Czarny pionek · g8 – Czarny pionek · h8 – Czarny pionek · a7 – Czarny pionek · b7 – Czarny pionek · c7 – Czarny pionek · d7 – Czarny pionek · e7 – Czarny pionek · f7 – Czarny pionek · g7 – Czarny pionek · h7 – Czarny pionek · a2 – Biały pionek · b2 – Biały pionek · c2 – Biały pionek · d2 – Biały pionek · e2 – Biały pionek · f2 – Biały pionek · g2 – Biały pionek · h2 – Biały pionek · a1 – Biały pionek · b1 – Biały pionek · c1 – Biały pionek · d1 – Biały pionek · e1 – Biały pionek · f1 – Biały pionek · g1 – Biały pionek · h1 – Biały pionek | a8 – Czarny pionek · b8 – Czarny pionek · c8 – Czarny pionek · d8 – Czarny pionek · e8 – Czarny pionek · f8 – Czarny pionek · g8 – Czarny pionek · h8 – Czarny pionek · a7 – Czarny pionek · b7 – Czarny pionek · c7 – Czarny pionek · d7 – Czarny pionek · e7 – Czarny pionek · f7 – Czarny pionek · g7 – Czarny pionek · h7 – Czarny pionek · a2 – Biały pionek · b2 – Biały pionek · c2 – Biały pionek · d2 – Biały pionek · e2 – Biały pionek · f2 – Biały pionek · g2 – Biały pionek · h2 – Biały pionek · a1 – Biały pionek · b1 – Biały pionek · c1 – Biały pionek · d1 – Biały pionek · e1 – Biały pionek · f1 – Biały pionek · g1 – Biały pionek · h1 – Biały pionek | a8 – Czarny pionek · b8 – Czarny pionek · c8 – Czarny pionek · d8 – Czarny pionek · e8 – Czarny pionek · f8 – Czarny pionek · g8 – Czarny pionek · h8 – Czarny pionek · a7 – Czarny pionek · b7 – Czarny pionek · c7 – Czarny pionek · d7 – Czarny pionek · e7 – Czarny pionek · f7 – Czarny pionek · g7 – Czarny pionek · h7 – Czarny pionek · a2 – Biały pionek · b2 – Biały pionek · c2 – Biały pionek · d2 – Biały pionek · e2 – Biały pionek · f2 – Biały pionek · g2 – Biały pionek · h2 – Biały pionek · a1 – Biały pionek · b1 – Biały pionek · c1 – Biały pionek · d1 – Biały pionek · e1 – Biały pionek · f1 – Biały pionek · g1 – Biały pionek · h1 – Biały pionek | a8 – Czarny pionek · b8 – Czarny pionek · c8 – Czarny pionek · d8 – Czarny pionek · e8 – Czarny pionek · f8 – Czarny pionek · g8 – Czarny pionek · h8 – Czarny pionek · a7 – Czarny pionek · b7 – Czarny pionek · c7 – Czarny pionek · d7 – Czarny pionek · e7 – Czarny pionek · f7 – Czarny pionek · g7 – Czarny pionek · h7 – Czarny pionek · a2 – Biały pionek · b2 – Biały pionek · c2 – Biały pionek · d2 – Biały pionek · e2 – Biały pionek · f2 – Biały pionek · g2 – Biały pionek · h2 – Biały pionek · a1 – Biały pionek · b1 – Biały pionek · c1 – Biały pionek · d1 – Biały pionek · e1 – Biały pionek · f1 – Biały pionek · g1 – Biały pionek · h1 – Biały pionek | a8 – Czarny pionek · b8 – Czarny pionek · c8 – Czarny pionek · d8 – Czarny pionek · e8 – Czarny pionek · f8 – Czarny pionek · g8 – Czarny pionek · h8 – Czarny pionek · a7 – Czarny pionek · b7 – Czarny pionek · c7 – Czarny pionek · d7 – Czarny pionek · e7 – Czarny pionek · f7 – Czarny pionek · g7 – Czarny pionek · h7 – Czarny pionek · a2 – Biały pionek · b2 – Biały pionek · c2 – Biały pionek · d2 – Biały pionek · e2 – Biały pionek · f2 – Biały pionek · g2 – Biały pionek · h2 – Biały pionek · a1 – Biały pionek · b1 – Biały pionek · c1 – Biały pionek · d1 – Biały pionek · e1 – Biały pionek · f1 – Biały pionek · g1 – Biały pionek · h1 – Biały pionek | a8 – Czarny pionek · b8 – Czarny pionek · c8 – Czarny pionek · d8 – Czarny pionek · e8 – Czarny pionek · f8 – Czarny pionek · g8 – Czarny pionek · h8 – Czarny pionek · a7 – Czarny pionek · b7 – Czarny pionek · c7 – Czarny pionek · d7 – Czarny pionek · e7 – Czarny pionek · f7 – Czarny pionek · g7 – Czarny pionek · h7 – Czarny pionek · a2 – Biały pionek · b2 – Biały pionek · c2 – Biały pionek · d2 – Biały pionek · e2 – Biały pionek · f2 – Biały pionek · g2 – Biały pionek · h2 – Biały pionek · a1 – Biały pionek · b1 – Biały pionek · c1 – Biały pionek · d1 – Biały pionek · e1 – Biały pionek · f1 – Biały pionek · g1 – Biały pionek · h1 – Biały pionek | a8 – Czarny pionek · b8 – Czarny pionek · c8 – Czarny pionek · d8 – Czarny pionek · e8 – Czarny pionek · f8 – Czarny pionek · g8 – Czarny pionek · h8 – Czarny pionek · a7 – Czarny pionek · b7 – Czarny pionek · c7 – Czarny pionek · d7 – Czarny pionek · e7 – Czarny pionek · f7 – Czarny pionek · g7 – Czarny pionek · h7 – Czarny pionek · a2 – Biały pionek · b2 – Biały pionek · c2 – Biały pionek · d2 – Biały pionek · e2 – Biały pionek · f2 – Biały pionek · g2 – Biały pionek · h2 – Biały pionek · a1 – Biały pionek · b1 – Biały pionek · c1 – Biały pionek · d1 – Biały pionek · e1 – Biały pionek · f1 – Biały pionek · g1 – Biały pionek · h1 – Biały pionek | a8 – Czarny pionek · b8 – Czarny pionek · c8 – Czarny pionek · d8 – Czarny pionek · e8 – Czarny pionek · f8 – Czarny pionek · g8 – Czarny pionek · h8 – Czarny pionek · a7 – Czarny pionek · b7 – Czarny pionek · c7 – Czarny pionek · d7 – Czarny pionek · e7 – Czarny pionek · f7 – Czarny pionek · g7 – Czarny pionek · h7 – Czarny pionek · a2 – Biały pionek · b2 – Biały pionek · c2 – Biały pionek · d2 – Biały pionek · e2 – Biały pionek · f2 – Biały pionek · g2 – Biały pionek · h2 – Biały pionek · a1 – Biały pionek · b1 – Biały pionek · c1 – Biały pionek · d1 – Biały pionek · e1 – Biały pionek · f1 – Biały pionek · g1 – Biały pionek · h1 – Biały pionek | 8 |
| 7 | a8 – Czarny pionek · b8 – Czarny pionek · c8 – Czarny pionek · d8 – Czarny pionek · e8 – Czarny pionek · f8 – Czarny pionek · g8 – Czarny pionek · h8 – Czarny pionek · a7 – Czarny pionek · b7 – Czarny pionek · c7 – Czarny pionek · d7 – Czarny pionek · e7 – Czarny pionek · f7 – Czarny pionek · g7 – Czarny pionek · h7 – Czarny pionek · a2 – Biały pionek · b2 – Biały pionek · c2 – Biały pionek · d2 – Biały pionek · e2 – Biały pionek · f2 – Biały pionek · g2 – Biały pionek · h2 – Biały pionek · a1 – Biały pionek · b1 – Biały pionek · c1 – Biały pionek · d1 – Biały pionek · e1 – Biały pionek · f1 – Biały pionek · g1 – Biały pionek · h1 – Biały pionek | a8 – Czarny pionek · b8 – Czarny pionek · c8 – Czarny pionek · d8 – Czarny pionek · e8 – Czarny pionek · f8 – Czarny pionek · g8 – Czarny pionek · h8 – Czarny pionek · a7 – Czarny pionek · b7 – Czarny pionek · c7 – Czarny pionek · d7 – Czarny pionek · e7 – Czarny pionek · f7 – Czarny pionek · g7 – Czarny pionek · h7 – Czarny pionek · a2 – Biały pionek · b2 – Biały pionek · c2 – Biały pionek · d2 – Biały pionek · e2 – Biały pionek · f2 – Biały pionek · g2 – Biały pionek · h2 – Biały pionek · a1 – Biały pionek · b1 – Biały pionek · c1 – Biały pionek · d1 – Biały pionek · e1 – Biały pionek · f1 – Biały pionek · g1 – Biały pionek · h1 – Biały pionek | a8 – Czarny pionek · b8 – Czarny pionek · c8 – Czarny pionek · d8 – Czarny pionek · e8 – Czarny pionek · f8 – Czarny pionek · g8 – Czarny pionek · h8 – Czarny pionek · a7 – Czarny pionek · b7 – Czarny pionek · c7 – Czarny pionek · d7 – Czarny pionek · e7 – Czarny pionek · f7 – Czarny pionek · g7 – Czarny pionek · h7 – Czarny pionek · a2 – Biały pionek · b2 – Biały pionek · c2 – Biały pionek · d2 – Biały pionek · e2 – Biały pionek · f2 – Biały pionek · g2 – Biały pionek · h2 – Biały pionek · a1 – Biały pionek · b1 – Biały pionek · c1 – Biały pionek · d1 – Biały pionek · e1 – Biały pionek · f1 – Biały pionek · g1 – Biały pionek · h1 – Biały pionek | a8 – Czarny pionek · b8 – Czarny pionek · c8 – Czarny pionek · d8 – Czarny pionek · e8 – Czarny pionek · f8 – Czarny pionek · g8 – Czarny pionek · h8 – Czarny pionek · a7 – Czarny pionek · b7 – Czarny pionek · c7 – Czarny pionek · d7 – Czarny pionek · e7 – Czarny pionek · f7 – Czarny pionek · g7 – Czarny pionek · h7 – Czarny pionek · a2 – Biały pionek · b2 – Biały pionek · c2 – Biały pionek · d2 – Biały pionek · e2 – Biały pionek · f2 – Biały pionek · g2 – Biały pionek · h2 – Biały pionek · a1 – Biały pionek · b1 – Biały pionek · c1 – Biały pionek · d1 – Biały pionek · e1 – Biały pionek · f1 – Biały pionek · g1 – Biały pionek · h1 – Biały pionek | a8 – Czarny pionek · b8 – Czarny pionek · c8 – Czarny pionek · d8 – Czarny pionek · e8 – Czarny pionek · f8 – Czarny pionek · g8 – Czarny pionek · h8 – Czarny pionek · a7 – Czarny pionek · b7 – Czarny pionek · c7 – Czarny pionek · d7 – Czarny pionek · e7 – Czarny pionek · f7 – Czarny pionek · g7 – Czarny pionek · h7 – Czarny pionek · a2 – Biały pionek · b2 – Biały pionek · c2 – Biały pionek · d2 – Biały pionek · e2 – Biały pionek · f2 – Biały pionek · g2 – Biały pionek · h2 – Biały pionek · a1 – Biały pionek · b1 – Biały pionek · c1 – Biały pionek · d1 – Biały pionek · e1 – Biały pionek · f1 – Biały pionek · g1 – Biały pionek · h1 – Biały pionek | a8 – Czarny pionek · b8 – Czarny pionek · c8 – Czarny pionek · d8 – Czarny pionek · e8 – Czarny pionek · f8 – Czarny pionek · g8 – Czarny pionek · h8 – Czarny pionek · a7 – Czarny pionek · b7 – Czarny pionek · c7 – Czarny pionek · d7 – Czarny pionek · e7 – Czarny pionek · f7 – Czarny pionek · g7 – Czarny pionek · h7 – Czarny pionek · a2 – Biały pionek · b2 – Biały pionek · c2 – Biały pionek · d2 – Biały pionek · e2 – Biały pionek · f2 – Biały pionek · g2 – Biały pionek · h2 – Biały pionek · a1 – Biały pionek · b1 – Biały pionek · c1 – Biały pionek · d1 – Biały pionek · e1 – Biały pionek · f1 – Biały pionek · g1 – Biały pionek · h1 – Biały pionek | a8 – Czarny pionek · b8 – Czarny pionek · c8 – Czarny pionek · d8 – Czarny pionek · e8 – Czarny pionek · f8 – Czarny pionek · g8 – Czarny pionek · h8 – Czarny pionek · a7 – Czarny pionek · b7 – Czarny pionek · c7 – Czarny pionek · d7 – Czarny pionek · e7 – Czarny pionek · f7 – Czarny pionek · g7 – Czarny pionek · h7 – Czarny pionek · a2 – Biały pionek · b2 – Biały pionek · c2 – Biały pionek · d2 – Biały pionek · e2 – Biały pionek · f2 – Biały pionek · g2 – Biały pionek · h2 – Biały pionek · a1 – Biały pionek · b1 – Biały pionek · c1 – Biały pionek · d1 – Biały pionek · e1 – Biały pionek · f1 – Biały pionek · g1 – Biały pionek · h1 – Biały pionek | a8 – Czarny pionek · b8 – Czarny pionek · c8 – Czarny pionek · d8 – Czarny pionek · e8 – Czarny pionek · f8 – Czarny pionek · g8 – Czarny pionek · h8 – Czarny pionek · a7 – Czarny pionek · b7 – Czarny pionek · c7 – Czarny pionek · d7 – Czarny pionek · e7 – Czarny pionek · f7 – Czarny pionek · g7 – Czarny pionek · h7 – Czarny pionek · a2 – Biały pionek · b2 – Biały pionek · c2 – Biały pionek · d2 – Biały pionek · e2 – Biały pionek · f2 – Biały pionek · g2 – Biały pionek · h2 – Biały pionek · a1 – Biały pionek · b1 – Biały pionek · c1 – Biały pionek · d1 – Biały pionek · e1 – Biały pionek · f1 – Biały pionek · g1 – Biały pionek · h1 – Biały pionek | 7 |
| 6 | a8 – Czarny pionek · b8 – Czarny pionek · c8 – Czarny pionek · d8 – Czarny pionek · e8 – Czarny pionek · f8 – Czarny pionek · g8 – Czarny pionek · h8 – Czarny pionek · a7 – Czarny pionek · b7 – Czarny pionek · c7 – Czarny pionek · d7 – Czarny pionek · e7 – Czarny pionek · f7 – Czarny pionek · g7 – Czarny pionek · h7 – Czarny pionek · a2 – Biały pionek · b2 – Biały pionek · c2 – Biały pionek · d2 – Biały pionek · e2 – Biały pionek · f2 – Biały pionek · g2 – Biały pionek · h2 – Biały pionek · a1 – Biały pionek · b1 – Biały pionek · c1 – Biały pionek · d1 – Biały pionek · e1 – Biały pionek · f1 – Biały pionek · g1 – Biały pionek · h1 – Biały pionek | a8 – Czarny pionek · b8 – Czarny pionek · c8 – Czarny pionek · d8 – Czarny pionek · e8 – Czarny pionek · f8 – Czarny pionek · g8 – Czarny pionek · h8 – Czarny pionek · a7 – Czarny pionek · b7 – Czarny pionek · c7 – Czarny pionek · d7 – Czarny pionek · e7 – Czarny pionek · f7 – Czarny pionek · g7 – Czarny pionek · h7 – Czarny pionek · a2 – Biały pionek · b2 – Biały pionek · c2 – Biały pionek · d2 – Biały pionek · e2 – Biały pionek · f2 – Biały pionek · g2 – Biały pionek · h2 – Biały pionek · a1 – Biały pionek · b1 – Biały pionek · c1 – Biały pionek · d1 – Biały pionek · e1 – Biały pionek · f1 – Biały pionek · g1 – Biały pionek · h1 – Biały pionek | a8 – Czarny pionek · b8 – Czarny pionek · c8 – Czarny pionek · d8 – Czarny pionek · e8 – Czarny pionek · f8 – Czarny pionek · g8 – Czarny pionek · h8 – Czarny pionek · a7 – Czarny pionek · b7 – Czarny pionek · c7 – Czarny pionek · d7 – Czarny pionek · e7 – Czarny pionek · f7 – Czarny pionek · g7 – Czarny pionek · h7 – Czarny pionek · a2 – Biały pionek · b2 – Biały pionek · c2 – Biały pionek · d2 – Biały pionek · e2 – Biały pionek · f2 – Biały pionek · g2 – Biały pionek · h2 – Biały pionek · a1 – Biały pionek · b1 – Biały pionek · c1 – Biały pionek · d1 – Biały pionek · e1 – Biały pionek · f1 – Biały pionek · g1 – Biały pionek · h1 – Biały pionek | a8 – Czarny pionek · b8 – Czarny pionek · c8 – Czarny pionek · d8 – Czarny pionek · e8 – Czarny pionek · f8 – Czarny pionek · g8 – Czarny pionek · h8 – Czarny pionek · a7 – Czarny pionek · b7 – Czarny pionek · c7 – Czarny pionek · d7 – Czarny pionek · e7 – Czarny pionek · f7 – Czarny pionek · g7 – Czarny pionek · h7 – Czarny pionek · a2 – Biały pionek · b2 – Biały pionek · c2 – Biały pionek · d2 – Biały pionek · e2 – Biały pionek · f2 – Biały pionek · g2 – Biały pionek · h2 – Biały pionek · a1 – Biały pionek · b1 – Biały pionek · c1 – Biały pionek · d1 – Biały pionek · e1 – Biały pionek · f1 – Biały pionek · g1 – Biały pionek · h1 – Biały pionek | a8 – Czarny pionek · b8 – Czarny pionek · c8 – Czarny pionek · d8 – Czarny pionek · e8 – Czarny pionek · f8 – Czarny pionek · g8 – Czarny pionek · h8 – Czarny pionek · a7 – Czarny pionek · b7 – Czarny pionek · c7 – Czarny pionek · d7 – Czarny pionek · e7 – Czarny pionek · f7 – Czarny pionek · g7 – Czarny pionek · h7 – Czarny pionek · a2 – Biały pionek · b2 – Biały pionek · c2 – Biały pionek · d2 – Biały pionek · e2 – Biały pionek · f2 – Biały pionek · g2 – Biały pionek · h2 – Biały pionek · a1 – Biały pionek · b1 – Biały pionek · c1 – Biały pionek · d1 – Biały pionek · e1 – Biały pionek · f1 – Biały pionek · g1 – Biały pionek · h1 – Biały pionek | a8 – Czarny pionek · b8 – Czarny pionek · c8 – Czarny pionek · d8 – Czarny pionek · e8 – Czarny pionek · f8 – Czarny pionek · g8 – Czarny pionek · h8 – Czarny pionek · a7 – Czarny pionek · b7 – Czarny pionek · c7 – Czarny pionek · d7 – Czarny pionek · e7 – Czarny pionek · f7 – Czarny pionek · g7 – Czarny pionek · h7 – Czarny pionek · a2 – Biały pionek · b2 – Biały pionek · c2 – Biały pionek · d2 – Biały pionek · e2 – Biały pionek · f2 – Biały pionek · g2 – Biały pionek · h2 – Biały pionek · a1 – Biały pionek · b1 – Biały pionek · c1 – Biały pionek · d1 – Biały pionek · e1 – Biały pionek · f1 – Biały pionek · g1 – Biały pionek · h1 – Biały pionek | a8 – Czarny pionek · b8 – Czarny pionek · c8 – Czarny pionek · d8 – Czarny pionek · e8 – Czarny pionek · f8 – Czarny pionek · g8 – Czarny pionek · h8 – Czarny pionek · a7 – Czarny pionek · b7 – Czarny pionek · c7 – Czarny pionek · d7 – Czarny pionek · e7 – Czarny pionek · f7 – Czarny pionek · g7 – Czarny pionek · h7 – Czarny pionek · a2 – Biały pionek · b2 – Biały pionek · c2 – Biały pionek · d2 – Biały pionek · e2 – Biały pionek · f2 – Biały pionek · g2 – Biały pionek · h2 – Biały pionek · a1 – Biały pionek · b1 – Biały pionek · c1 – Biały pionek · d1 – Biały pionek · e1 – Biały pionek · f1 – Biały pionek · g1 – Biały pionek · h1 – Biały pionek | a8 – Czarny pionek · b8 – Czarny pionek · c8 – Czarny pionek · d8 – Czarny pionek · e8 – Czarny pionek · f8 – Czarny pionek · g8 – Czarny pionek · h8 – Czarny pionek · a7 – Czarny pionek · b7 – Czarny pionek · c7 – Czarny pionek · d7 – Czarny pionek · e7 – Czarny pionek · f7 – Czarny pionek · g7 – Czarny pionek · h7 – Czarny pionek · a2 – Biały pionek · b2 – Biały pionek · c2 – Biały pionek · d2 – Biały pionek · e2 – Biały pionek · f2 – Biały pionek · g2 – Biały pionek · h2 – Biały pionek · a1 – Biały pionek · b1 – Biały pionek · c1 – Biały pionek · d1 – Biały pionek · e1 – Biały pionek · f1 – Biały pionek · g1 – Biały pionek · h1 – Biały pionek | 6 |
| 5 | a8 – Czarny pionek · b8 – Czarny pionek · c8 – Czarny pionek · d8 – Czarny pionek · e8 – Czarny pionek · f8 – Czarny pionek · g8 – Czarny pionek · h8 – Czarny pionek · a7 – Czarny pionek · b7 – Czarny pionek · c7 – Czarny pionek · d7 – Czarny pionek · e7 – Czarny pionek · f7 – Czarny pionek · g7 – Czarny pionek · h7 – Czarny pionek · a2 – Biały pionek · b2 – Biały pionek · c2 – Biały pionek · d2 – Biały pionek · e2 – Biały pionek · f2 – Biały pionek · g2 – Biały pionek · h2 – Biały pionek · a1 – Biały pionek · b1 – Biały pionek · c1 – Biały pionek · d1 – Biały pionek · e1 – Biały pionek · f1 – Biały pionek · g1 – Biały pionek · h1 – Biały pionek | a8 – Czarny pionek · b8 – Czarny pionek · c8 – Czarny pionek · d8 – Czarny pionek · e8 – Czarny pionek · f8 – Czarny pionek · g8 – Czarny pionek · h8 – Czarny pionek · a7 – Czarny pionek · b7 – Czarny pionek · c7 – Czarny pionek · d7 – Czarny pionek · e7 – Czarny pionek · f7 – Czarny pionek · g7 – Czarny pionek · h7 – Czarny pionek · a2 – Biały pionek · b2 – Biały pionek · c2 – Biały pionek · d2 – Biały pionek · e2 – Biały pionek · f2 – Biały pionek · g2 – Biały pionek · h2 – Biały pionek · a1 – Biały pionek · b1 – Biały pionek · c1 – Biały pionek · d1 – Biały pionek · e1 – Biały pionek · f1 – Biały pionek · g1 – Biały pionek · h1 – Biały pionek | a8 – Czarny pionek · b8 – Czarny pionek · c8 – Czarny pionek · d8 – Czarny pionek · e8 – Czarny pionek · f8 – Czarny pionek · g8 – Czarny pionek · h8 – Czarny pionek · a7 – Czarny pionek · b7 – Czarny pionek · c7 – Czarny pionek · d7 – Czarny pionek · e7 – Czarny pionek · f7 – Czarny pionek · g7 – Czarny pionek · h7 – Czarny pionek · a2 – Biały pionek · b2 – Biały pionek · c2 – Biały pionek · d2 – Biały pionek · e2 – Biały pionek · f2 – Biały pionek · g2 – Biały pionek · h2 – Biały pionek · a1 – Biały pionek · b1 – Biały pionek · c1 – Biały pionek · d1 – Biały pionek · e1 – Biały pionek · f1 – Biały pionek · g1 – Biały pionek · h1 – Biały pionek | a8 – Czarny pionek · b8 – Czarny pionek · c8 – Czarny pionek · d8 – Czarny pionek · e8 – Czarny pionek · f8 – Czarny pionek · g8 – Czarny pionek · h8 – Czarny pionek · a7 – Czarny pionek · b7 – Czarny pionek · c7 – Czarny pionek · d7 – Czarny pionek · e7 – Czarny pionek · f7 – Czarny pionek · g7 – Czarny pionek · h7 – Czarny pionek · a2 – Biały pionek · b2 – Biały pionek · c2 – Biały pionek · d2 – Biały pionek · e2 – Biały pionek · f2 – Biały pionek · g2 – Biały pionek · h2 – Biały pionek · a1 – Biały pionek · b1 – Biały pionek · c1 – Biały pionek · d1 – Biały pionek · e1 – Biały pionek · f1 – Biały pionek · g1 – Biały pionek · h1 – Biały pionek | a8 – Czarny pionek · b8 – Czarny pionek · c8 – Czarny pionek · d8 – Czarny pionek · e8 – Czarny pionek · f8 – Czarny pionek · g8 – Czarny pionek · h8 – Czarny pionek · a7 – Czarny pionek · b7 – Czarny pionek · c7 – Czarny pionek · d7 – Czarny pionek · e7 – Czarny pionek · f7 – Czarny pionek · g7 – Czarny pionek · h7 – Czarny pionek · a2 – Biały pionek · b2 – Biały pionek · c2 – Biały pionek · d2 – Biały pionek · e2 – Biały pionek · f2 – Biały pionek · g2 – Biały pionek · h2 – Biały pionek · a1 – Biały pionek · b1 – Biały pionek · c1 – Biały pionek · d1 – Biały pionek · e1 – Biały pionek · f1 – Biały pionek · g1 – Biały pionek · h1 – Biały pionek | a8 – Czarny pionek · b8 – Czarny pionek · c8 – Czarny pionek · d8 – Czarny pionek · e8 – Czarny pionek · f8 – Czarny pionek · g8 – Czarny pionek · h8 – Czarny pionek · a7 – Czarny pionek · b7 – Czarny pionek · c7 – Czarny pionek · d7 – Czarny pionek · e7 – Czarny pionek · f7 – Czarny pionek · g7 – Czarny pionek · h7 – Czarny pionek · a2 – Biały pionek · b2 – Biały pionek · c2 – Biały pionek · d2 – Biały pionek · e2 – Biały pionek · f2 – Biały pionek · g2 – Biały pionek · h2 – Biały pionek · a1 – Biały pionek · b1 – Biały pionek · c1 – Biały pionek · d1 – Biały pionek · e1 – Biały pionek · f1 – Biały pionek · g1 – Biały pionek · h1 – Biały pionek | a8 – Czarny pionek · b8 – Czarny pionek · c8 – Czarny pionek · d8 – Czarny pionek · e8 – Czarny pionek · f8 – Czarny pionek · g8 – Czarny pionek · h8 – Czarny pionek · a7 – Czarny pionek · b7 – Czarny pionek · c7 – Czarny pionek · d7 – Czarny pionek · e7 – Czarny pionek · f7 – Czarny pionek · g7 – Czarny pionek · h7 – Czarny pionek · a2 – Biały pionek · b2 – Biały pionek · c2 – Biały pionek · d2 – Biały pionek · e2 – Biały pionek · f2 – Biały pionek · g2 – Biały pionek · h2 – Biały pionek · a1 – Biały pionek · b1 – Biały pionek · c1 – Biały pionek · d1 – Biały pionek · e1 – Biały pionek · f1 – Biały pionek · g1 – Biały pionek · h1 – Biały pionek | a8 – Czarny pionek · b8 – Czarny pionek · c8 – Czarny pionek · d8 – Czarny pionek · e8 – Czarny pionek · f8 – Czarny pionek · g8 – Czarny pionek · h8 – Czarny pionek · a7 – Czarny pionek · b7 – Czarny pionek · c7 – Czarny pionek · d7 – Czarny pionek · e7 – Czarny pionek · f7 – Czarny pionek · g7 – Czarny pionek · h7 – Czarny pionek · a2 – Biały pionek · b2 – Biały pionek · c2 – Biały pionek · d2 – Biały pionek · e2 – Biały pionek · f2 – Biały pionek · g2 – Biały pionek · h2 – Biały pionek · a1 – Biały pionek · b1 – Biały pionek · c1 – Biały pionek · d1 – Biały pionek · e1 – Biały pionek · f1 – Biały pionek · g1 – Biały pionek · h1 – Biały pionek | 5 |
| 4 | a8 – Czarny pionek · b8 – Czarny pionek · c8 – Czarny pionek · d8 – Czarny pionek · e8 – Czarny pionek · f8 – Czarny pionek · g8 – Czarny pionek · h8 – Czarny pionek · a7 – Czarny pionek · b7 – Czarny pionek · c7 – Czarny pionek · d7 – Czarny pionek · e7 – Czarny pionek · f7 – Czarny pionek · g7 – Czarny pionek · h7 – Czarny pionek · a2 – Biały pionek · b2 – Biały pionek · c2 – Biały pionek · d2 – Biały pionek · e2 – Biały pionek · f2 – Biały pionek · g2 – Biały pionek · h2 – Biały pionek · a1 – Biały pionek · b1 – Biały pionek · c1 – Biały pionek · d1 – Biały pionek · e1 – Biały pionek · f1 – Biały pionek · g1 – Biały pionek · h1 – Biały pionek | a8 – Czarny pionek · b8 – Czarny pionek · c8 – Czarny pionek · d8 – Czarny pionek · e8 – Czarny pionek · f8 – Czarny pionek · g8 – Czarny pionek · h8 – Czarny pionek · a7 – Czarny pionek · b7 – Czarny pionek · c7 – Czarny pionek · d7 – Czarny pionek · e7 – Czarny pionek · f7 – Czarny pionek · g7 – Czarny pionek · h7 – Czarny pionek · a2 – Biały pionek · b2 – Biały pionek · c2 – Biały pionek · d2 – Biały pionek · e2 – Biały pionek · f2 – Biały pionek · g2 – Biały pionek · h2 – Biały pionek · a1 – Biały pionek · b1 – Biały pionek · c1 – Biały pionek · d1 – Biały pionek · e1 – Biały pionek · f1 – Biały pionek · g1 – Biały pionek · h1 – Biały pionek | a8 – Czarny pionek · b8 – Czarny pionek · c8 – Czarny pionek · d8 – Czarny pionek · e8 – Czarny pionek · f8 – Czarny pionek · g8 – Czarny pionek · h8 – Czarny pionek · a7 – Czarny pionek · b7 – Czarny pionek · c7 – Czarny pionek · d7 – Czarny pionek · e7 – Czarny pionek · f7 – Czarny pionek · g7 – Czarny pionek · h7 – Czarny pionek · a2 – Biały pionek · b2 – Biały pionek · c2 – Biały pionek · d2 – Biały pionek · e2 – Biały pionek · f2 – Biały pionek · g2 – Biały pionek · h2 – Biały pionek · a1 – Biały pionek · b1 – Biały pionek · c1 – Biały pionek · d1 – Biały pionek · e1 – Biały pionek · f1 – Biały pionek · g1 – Biały pionek · h1 – Biały pionek | a8 – Czarny pionek · b8 – Czarny pionek · c8 – Czarny pionek · d8 – Czarny pionek · e8 – Czarny pionek · f8 – Czarny pionek · g8 – Czarny pionek · h8 – Czarny pionek · a7 – Czarny pionek · b7 – Czarny pionek · c7 – Czarny pionek · d7 – Czarny pionek · e7 – Czarny pionek · f7 – Czarny pionek · g7 – Czarny pionek · h7 – Czarny pionek · a2 – Biały pionek · b2 – Biały pionek · c2 – Biały pionek · d2 – Biały pionek · e2 – Biały pionek · f2 – Biały pionek · g2 – Biały pionek · h2 – Biały pionek · a1 – Biały pionek · b1 – Biały pionek · c1 – Biały pionek · d1 – Biały pionek · e1 – Biały pionek · f1 – Biały pionek · g1 – Biały pionek · h1 – Biały pionek | a8 – Czarny pionek · b8 – Czarny pionek · c8 – Czarny pionek · d8 – Czarny pionek · e8 – Czarny pionek · f8 – Czarny pionek · g8 – Czarny pionek · h8 – Czarny pionek · a7 – Czarny pionek · b7 – Czarny pionek · c7 – Czarny pionek · d7 – Czarny pionek · e7 – Czarny pionek · f7 – Czarny pionek · g7 – Czarny pionek · h7 – Czarny pionek · a2 – Biały pionek · b2 – Biały pionek · c2 – Biały pionek · d2 – Biały pionek · e2 – Biały pionek · f2 – Biały pionek · g2 – Biały pionek · h2 – Biały pionek · a1 – Biały pionek · b1 – Biały pionek · c1 – Biały pionek · d1 – Biały pionek · e1 – Biały pionek · f1 – Biały pionek · g1 – Biały pionek · h1 – Biały pionek | a8 – Czarny pionek · b8 – Czarny pionek · c8 – Czarny pionek · d8 – Czarny pionek · e8 – Czarny pionek · f8 – Czarny pionek · g8 – Czarny pionek · h8 – Czarny pionek · a7 – Czarny pionek · b7 – Czarny pionek · c7 – Czarny pionek · d7 – Czarny pionek · e7 – Czarny pionek · f7 – Czarny pionek · g7 – Czarny pionek · h7 – Czarny pionek · a2 – Biały pionek · b2 – Biały pionek · c2 – Biały pionek · d2 – Biały pionek · e2 – Biały pionek · f2 – Biały pionek · g2 – Biały pionek · h2 – Biały pionek · a1 – Biały pionek · b1 – Biały pionek · c1 – Biały pionek · d1 – Biały pionek · e1 – Biały pionek · f1 – Biały pionek · g1 – Biały pionek · h1 – Biały pionek | a8 – Czarny pionek · b8 – Czarny pionek · c8 – Czarny pionek · d8 – Czarny pionek · e8 – Czarny pionek · f8 – Czarny pionek · g8 – Czarny pionek · h8 – Czarny pionek · a7 – Czarny pionek · b7 – Czarny pionek · c7 – Czarny pionek · d7 – Czarny pionek · e7 – Czarny pionek · f7 – Czarny pionek · g7 – Czarny pionek · h7 – Czarny pionek · a2 – Biały pionek · b2 – Biały pionek · c2 – Biały pionek · d2 – Biały pionek · e2 – Biały pionek · f2 – Biały pionek · g2 – Biały pionek · h2 – Biały pionek · a1 – Biały pionek · b1 – Biały pionek · c1 – Biały pionek · d1 – Biały pionek · e1 – Biały pionek · f1 – Biały pionek · g1 – Biały pionek · h1 – Biały pionek | a8 – Czarny pionek · b8 – Czarny pionek · c8 – Czarny pionek · d8 – Czarny pionek · e8 – Czarny pionek · f8 – Czarny pionek · g8 – Czarny pionek · h8 – Czarny pionek · a7 – Czarny pionek · b7 – Czarny pionek · c7 – Czarny pionek · d7 – Czarny pionek · e7 – Czarny pionek · f7 – Czarny pionek · g7 – Czarny pionek · h7 – Czarny pionek · a2 – Biały pionek · b2 – Biały pionek · c2 – Biały pionek · d2 – Biały pionek · e2 – Biały pionek · f2 – Biały pionek · g2 – Biały pionek · h2 – Biały pionek · a1 – Biały pionek · b1 – Biały pionek · c1 – Biały pionek · d1 – Biały pionek · e1 – Biały pionek · f1 – Biały pionek · g1 – Biały pionek · h1 – Biały pionek | 4 |
| 3 | a8 – Czarny pionek · b8 – Czarny pionek · c8 – Czarny pionek · d8 – Czarny pionek · e8 – Czarny pionek · f8 – Czarny pionek · g8 – Czarny pionek · h8 – Czarny pionek · a7 – Czarny pionek · b7 – Czarny pionek · c7 – Czarny pionek · d7 – Czarny pionek · e7 – Czarny pionek · f7 – Czarny pionek · g7 – Czarny pionek · h7 – Czarny pionek · a2 – Biały pionek · b2 – Biały pionek · c2 – Biały pionek · d2 – Biały pionek · e2 – Biały pionek · f2 – Biały pionek · g2 – Biały pionek · h2 – Biały pionek · a1 – Biały pionek · b1 – Biały pionek · c1 – Biały pionek · d1 – Biały pionek · e1 – Biały pionek · f1 – Biały pionek · g1 – Biały pionek · h1 – Biały pionek | a8 – Czarny pionek · b8 – Czarny pionek · c8 – Czarny pionek · d8 – Czarny pionek · e8 – Czarny pionek · f8 – Czarny pionek · g8 – Czarny pionek · h8 – Czarny pionek · a7 – Czarny pionek · b7 – Czarny pionek · c7 – Czarny pionek · d7 – Czarny pionek · e7 – Czarny pionek · f7 – Czarny pionek · g7 – Czarny pionek · h7 – Czarny pionek · a2 – Biały pionek · b2 – Biały pionek · c2 – Biały pionek · d2 – Biały pionek · e2 – Biały pionek · f2 – Biały pionek · g2 – Biały pionek · h2 – Biały pionek · a1 – Biały pionek · b1 – Biały pionek · c1 – Biały pionek · d1 – Biały pionek · e1 – Biały pionek · f1 – Biały pionek · g1 – Biały pionek · h1 – Biały pionek | a8 – Czarny pionek · b8 – Czarny pionek · c8 – Czarny pionek · d8 – Czarny pionek · e8 – Czarny pionek · f8 – Czarny pionek · g8 – Czarny pionek · h8 – Czarny pionek · a7 – Czarny pionek · b7 – Czarny pionek · c7 – Czarny pionek · d7 – Czarny pionek · e7 – Czarny pionek · f7 – Czarny pionek · g7 – Czarny pionek · h7 – Czarny pionek · a2 – Biały pionek · b2 – Biały pionek · c2 – Biały pionek · d2 – Biały pionek · e2 – Biały pionek · f2 – Biały pionek · g2 – Biały pionek · h2 – Biały pionek · a1 – Biały pionek · b1 – Biały pionek · c1 – Biały pionek · d1 – Biały pionek · e1 – Biały pionek · f1 – Biały pionek · g1 – Biały pionek · h1 – Biały pionek | a8 – Czarny pionek · b8 – Czarny pionek · c8 – Czarny pionek · d8 – Czarny pionek · e8 – Czarny pionek · f8 – Czarny pionek · g8 – Czarny pionek · h8 – Czarny pionek · a7 – Czarny pionek · b7 – Czarny pionek · c7 – Czarny pionek · d7 – Czarny pionek · e7 – Czarny pionek · f7 – Czarny pionek · g7 – Czarny pionek · h7 – Czarny pionek · a2 – Biały pionek · b2 – Biały pionek · c2 – Biały pionek · d2 – Biały pionek · e2 – Biały pionek · f2 – Biały pionek · g2 – Biały pionek · h2 – Biały pionek · a1 – Biały pionek · b1 – Biały pionek · c1 – Biały pionek · d1 – Biały pionek · e1 – Biały pionek · f1 – Biały pionek · g1 – Biały pionek · h1 – Biały pionek | a8 – Czarny pionek · b8 – Czarny pionek · c8 – Czarny pionek · d8 – Czarny pionek · e8 – Czarny pionek · f8 – Czarny pionek · g8 – Czarny pionek · h8 – Czarny pionek · a7 – Czarny pionek · b7 – Czarny pionek · c7 – Czarny pionek · d7 – Czarny pionek · e7 – Czarny pionek · f7 – Czarny pionek · g7 – Czarny pionek · h7 – Czarny pionek · a2 – Biały pionek · b2 – Biały pionek · c2 – Biały pionek · d2 – Biały pionek · e2 – Biały pionek · f2 – Biały pionek · g2 – Biały pionek · h2 – Biały pionek · a1 – Biały pionek · b1 – Biały pionek · c1 – Biały pionek · d1 – Biały pionek · e1 – Biały pionek · f1 – Biały pionek · g1 – Biały pionek · h1 – Biały pionek | a8 – Czarny pionek · b8 – Czarny pionek · c8 – Czarny pionek · d8 – Czarny pionek · e8 – Czarny pionek · f8 – Czarny pionek · g8 – Czarny pionek · h8 – Czarny pionek · a7 – Czarny pionek · b7 – Czarny pionek · c7 – Czarny pionek · d7 – Czarny pionek · e7 – Czarny pionek · f7 – Czarny pionek · g7 – Czarny pionek · h7 – Czarny pionek · a2 – Biały pionek · b2 – Biały pionek · c2 – Biały pionek · d2 – Biały pionek · e2 – Biały pionek · f2 – Biały pionek · g2 – Biały pionek · h2 – Biały pionek · a1 – Biały pionek · b1 – Biały pionek · c1 – Biały pionek · d1 – Biały pionek · e1 – Biały pionek · f1 – Biały pionek · g1 – Biały pionek · h1 – Biały pionek | a8 – Czarny pionek · b8 – Czarny pionek · c8 – Czarny pionek · d8 – Czarny pionek · e8 – Czarny pionek · f8 – Czarny pionek · g8 – Czarny pionek · h8 – Czarny pionek · a7 – Czarny pionek · b7 – Czarny pionek · c7 – Czarny pionek · d7 – Czarny pionek · e7 – Czarny pionek · f7 – Czarny pionek · g7 – Czarny pionek · h7 – Czarny pionek · a2 – Biały pionek · b2 – Biały pionek · c2 – Biały pionek · d2 – Biały pionek · e2 – Biały pionek · f2 – Biały pionek · g2 – Biały pionek · h2 – Biały pionek · a1 – Biały pionek · b1 – Biały pionek · c1 – Biały pionek · d1 – Biały pionek · e1 – Biały pionek · f1 – Biały pionek · g1 – Biały pionek · h1 – Biały pionek | a8 – Czarny pionek · b8 – Czarny pionek · c8 – Czarny pionek · d8 – Czarny pionek · e8 – Czarny pionek · f8 – Czarny pionek · g8 – Czarny pionek · h8 – Czarny pionek · a7 – Czarny pionek · b7 – Czarny pionek · c7 – Czarny pionek · d7 – Czarny pionek · e7 – Czarny pionek · f7 – Czarny pionek · g7 – Czarny pionek · h7 – Czarny pionek · a2 – Biały pionek · b2 – Biały pionek · c2 – Biały pionek · d2 – Biały pionek · e2 – Biały pionek · f2 – Biały pionek · g2 – Biały pionek · h2 – Biały pionek · a1 – Biały pionek · b1 – Biały pionek · c1 – Biały pionek · d1 – Biały pionek · e1 – Biały pionek · f1 – Biały pionek · g1 – Biały pionek · h1 – Biały pionek | 3 |
| 2 | a8 – Czarny pionek · b8 – Czarny pionek · c8 – Czarny pionek · d8 – Czarny pionek · e8 – Czarny pionek · f8 – Czarny pionek · g8 – Czarny pionek · h8 – Czarny pionek · a7 – Czarny pionek · b7 – Czarny pionek · c7 – Czarny pionek · d7 – Czarny pionek · e7 – Czarny pionek · f7 – Czarny pionek · g7 – Czarny pionek · h7 – Czarny pionek · a2 – Biały pionek · b2 – Biały pionek · c2 – Biały pionek · d2 – Biały pionek · e2 – Biały pionek · f2 – Biały pionek · g2 – Biały pionek · h2 – Biały pionek · a1 – Biały pionek · b1 – Biały pionek · c1 – Biały pionek · d1 – Biały pionek · e1 – Biały pionek · f1 – Biały pionek · g1 – Biały pionek · h1 – Biały pionek | a8 – Czarny pionek · b8 – Czarny pionek · c8 – Czarny pionek · d8 – Czarny pionek · e8 – Czarny pionek · f8 – Czarny pionek · g8 – Czarny pionek · h8 – Czarny pionek · a7 – Czarny pionek · b7 – Czarny pionek · c7 – Czarny pionek · d7 – Czarny pionek · e7 – Czarny pionek · f7 – Czarny pionek · g7 – Czarny pionek · h7 – Czarny pionek · a2 – Biały pionek · b2 – Biały pionek · c2 – Biały pionek · d2 – Biały pionek · e2 – Biały pionek · f2 – Biały pionek · g2 – Biały pionek · h2 – Biały pionek · a1 – Biały pionek · b1 – Biały pionek · c1 – Biały pionek · d1 – Biały pionek · e1 – Biały pionek · f1 – Biały pionek · g1 – Biały pionek · h1 – Biały pionek | a8 – Czarny pionek · b8 – Czarny pionek · c8 – Czarny pionek · d8 – Czarny pionek · e8 – Czarny pionek · f8 – Czarny pionek · g8 – Czarny pionek · h8 – Czarny pionek · a7 – Czarny pionek · b7 – Czarny pionek · c7 – Czarny pionek · d7 – Czarny pionek · e7 – Czarny pionek · f7 – Czarny pionek · g7 – Czarny pionek · h7 – Czarny pionek · a2 – Biały pionek · b2 – Biały pionek · c2 – Biały pionek · d2 – Biały pionek · e2 – Biały pionek · f2 – Biały pionek · g2 – Biały pionek · h2 – Biały pionek · a1 – Biały pionek · b1 – Biały pionek · c1 – Biały pionek · d1 – Biały pionek · e1 – Biały pionek · f1 – Biały pionek · g1 – Biały pionek · h1 – Biały pionek | a8 – Czarny pionek · b8 – Czarny pionek · c8 – Czarny pionek · d8 – Czarny pionek · e8 – Czarny pionek · f8 – Czarny pionek · g8 – Czarny pionek · h8 – Czarny pionek · a7 – Czarny pionek · b7 – Czarny pionek · c7 – Czarny pionek · d7 – Czarny pionek · e7 – Czarny pionek · f7 – Czarny pionek · g7 – Czarny pionek · h7 – Czarny pionek · a2 – Biały pionek · b2 – Biały pionek · c2 – Biały pionek · d2 – Biały pionek · e2 – Biały pionek · f2 – Biały pionek · g2 – Biały pionek · h2 – Biały pionek · a1 – Biały pionek · b1 – Biały pionek · c1 – Biały pionek · d1 – Biały pionek · e1 – Biały pionek · f1 – Biały pionek · g1 – Biały pionek · h1 – Biały pionek | a8 – Czarny pionek · b8 – Czarny pionek · c8 – Czarny pionek · d8 – Czarny pionek · e8 – Czarny pionek · f8 – Czarny pionek · g8 – Czarny pionek · h8 – Czarny pionek · a7 – Czarny pionek · b7 – Czarny pionek · c7 – Czarny pionek · d7 – Czarny pionek · e7 – Czarny pionek · f7 – Czarny pionek · g7 – Czarny pionek · h7 – Czarny pionek · a2 – Biały pionek · b2 – Biały pionek · c2 – Biały pionek · d2 – Biały pionek · e2 – Biały pionek · f2 – Biały pionek · g2 – Biały pionek · h2 – Biały pionek · a1 – Biały pionek · b1 – Biały pionek · c1 – Biały pionek · d1 – Biały pionek · e1 – Biały pionek · f1 – Biały pionek · g1 – Biały pionek · h1 – Biały pionek | a8 – Czarny pionek · b8 – Czarny pionek · c8 – Czarny pionek · d8 – Czarny pionek · e8 – Czarny pionek · f8 – Czarny pionek · g8 – Czarny pionek · h8 – Czarny pionek · a7 – Czarny pionek · b7 – Czarny pionek · c7 – Czarny pionek · d7 – Czarny pionek · e7 – Czarny pionek · f7 – Czarny pionek · g7 – Czarny pionek · h7 – Czarny pionek · a2 – Biały pionek · b2 – Biały pionek · c2 – Biały pionek · d2 – Biały pionek · e2 – Biały pionek · f2 – Biały pionek · g2 – Biały pionek · h2 – Biały pionek · a1 – Biały pionek · b1 – Biały pionek · c1 – Biały pionek · d1 – Biały pionek · e1 – Biały pionek · f1 – Biały pionek · g1 – Biały pionek · h1 – Biały pionek | a8 – Czarny pionek · b8 – Czarny pionek · c8 – Czarny pionek · d8 – Czarny pionek · e8 – Czarny pionek · f8 – Czarny pionek · g8 – Czarny pionek · h8 – Czarny pionek · a7 – Czarny pionek · b7 – Czarny pionek · c7 – Czarny pionek · d7 – Czarny pionek · e7 – Czarny pionek · f7 – Czarny pionek · g7 – Czarny pionek · h7 – Czarny pionek · a2 – Biały pionek · b2 – Biały pionek · c2 – Biały pionek · d2 – Biały pionek · e2 – Biały pionek · f2 – Biały pionek · g2 – Biały pionek · h2 – Biały pionek · a1 – Biały pionek · b1 – Biały pionek · c1 – Biały pionek · d1 – Biały pionek · e1 – Biały pionek · f1 – Biały pionek · g1 – Biały pionek · h1 – Biały pionek | a8 – Czarny pionek · b8 – Czarny pionek · c8 – Czarny pionek · d8 – Czarny pionek · e8 – Czarny pionek · f8 – Czarny pionek · g8 – Czarny pionek · h8 – Czarny pionek · a7 – Czarny pionek · b7 – Czarny pionek · c7 – Czarny pionek · d7 – Czarny pionek · e7 – Czarny pionek · f7 – Czarny pionek · g7 – Czarny pionek · h7 – Czarny pionek · a2 – Biały pionek · b2 – Biały pionek · c2 – Biały pionek · d2 – Biały pionek · e2 – Biały pionek · f2 – Biały pionek · g2 – Biały pionek · h2 – Biały pionek · a1 – Biały pionek · b1 – Biały pionek · c1 – Biały pionek · d1 – Biały pionek · e1 – Biały pionek · f1 – Biały pionek · g1 – Biały pionek · h1 – Biały pionek | 2 |
| 1 | a8 – Czarny pionek · b8 – Czarny pionek · c8 – Czarny pionek · d8 – Czarny pionek · e8 – Czarny pionek · f8 – Czarny pionek · g8 – Czarny pionek · h8 – Czarny pionek · a7 – Czarny pionek · b7 – Czarny pionek · c7 – Czarny pionek · d7 – Czarny pionek · e7 – Czarny pionek · f7 – Czarny pionek · g7 – Czarny pionek · h7 – Czarny pionek · a2 – Biały pionek · b2 – Biały pionek · c2 – Biały pionek · d2 – Biały pionek · e2 – Biały pionek · f2 – Biały pionek · g2 – Biały pionek · h2 – Biały pionek · a1 – Biały pionek · b1 – Biały pionek · c1 – Biały pionek · d1 – Biały pionek · e1 – Biały pionek · f1 – Biały pionek · g1 – Biały pionek · h1 – Biały pionek | a8 – Czarny pionek · b8 – Czarny pionek · c8 – Czarny pionek · d8 – Czarny pionek · e8 – Czarny pionek · f8 – Czarny pionek · g8 – Czarny pionek · h8 – Czarny pionek · a7 – Czarny pionek · b7 – Czarny pionek · c7 – Czarny pionek · d7 – Czarny pionek · e7 – Czarny pionek · f7 – Czarny pionek · g7 – Czarny pionek · h7 – Czarny pionek · a2 – Biały pionek · b2 – Biały pionek · c2 – Biały pionek · d2 – Biały pionek · e2 – Biały pionek · f2 – Biały pionek · g2 – Biały pionek · h2 – Biały pionek · a1 – Biały pionek · b1 – Biały pionek · c1 – Biały pionek · d1 – Biały pionek · e1 – Biały pionek · f1 – Biały pionek · g1 – Biały pionek · h1 – Biały pionek | a8 – Czarny pionek · b8 – Czarny pionek · c8 – Czarny pionek · d8 – Czarny pionek · e8 – Czarny pionek · f8 – Czarny pionek · g8 – Czarny pionek · h8 – Czarny pionek · a7 – Czarny pionek · b7 – Czarny pionek · c7 – Czarny pionek · d7 – Czarny pionek · e7 – Czarny pionek · f7 – Czarny pionek · g7 – Czarny pionek · h7 – Czarny pionek · a2 – Biały pionek · b2 – Biały pionek · c2 – Biały pionek · d2 – Biały pionek · e2 – Biały pionek · f2 – Biały pionek · g2 – Biały pionek · h2 – Biały pionek · a1 – Biały pionek · b1 – Biały pionek · c1 – Biały pionek · d1 – Biały pionek · e1 – Biały pionek · f1 – Biały pionek · g1 – Biały pionek · h1 – Biały pionek | a8 – Czarny pionek · b8 – Czarny pionek · c8 – Czarny pionek · d8 – Czarny pionek · e8 – Czarny pionek · f8 – Czarny pionek · g8 – Czarny pionek · h8 – Czarny pionek · a7 – Czarny pionek · b7 – Czarny pionek · c7 – Czarny pionek · d7 – Czarny pionek · e7 – Czarny pionek · f7 – Czarny pionek · g7 – Czarny pionek · h7 – Czarny pionek · a2 – Biały pionek · b2 – Biały pionek · c2 – Biały pionek · d2 – Biały pionek · e2 – Biały pionek · f2 – Biały pionek · g2 – Biały pionek · h2 – Biały pionek · a1 – Biały pionek · b1 – Biały pionek · c1 – Biały pionek · d1 – Biały pionek · e1 – Biały pionek · f1 – Biały pionek · g1 – Biały pionek · h1 – Biały pionek | a8 – Czarny pionek · b8 – Czarny pionek · c8 – Czarny pionek · d8 – Czarny pionek · e8 – Czarny pionek · f8 – Czarny pionek · g8 – Czarny pionek · h8 – Czarny pionek · a7 – Czarny pionek · b7 – Czarny pionek · c7 – Czarny pionek · d7 – Czarny pionek · e7 – Czarny pionek · f7 – Czarny pionek · g7 – Czarny pionek · h7 – Czarny pionek · a2 – Biały pionek · b2 – Biały pionek · c2 – Biały pionek · d2 – Biały pionek · e2 – Biały pionek · f2 – Biały pionek · g2 – Biały pionek · h2 – Biały pionek · a1 – Biały pionek · b1 – Biały pionek · c1 – Biały pionek · d1 – Biały pionek · e1 – Biały pionek · f1 – Biały pionek · g1 – Biały pionek · h1 – Biały pionek | a8 – Czarny pionek · b8 – Czarny pionek · c8 – Czarny pionek · d8 – Czarny pionek · e8 – Czarny pionek · f8 – Czarny pionek · g8 – Czarny pionek · h8 – Czarny pionek · a7 – Czarny pionek · b7 – Czarny pionek · c7 – Czarny pionek · d7 – Czarny pionek · e7 – Czarny pionek · f7 – Czarny pionek · g7 – Czarny pionek · h7 – Czarny pionek · a2 – Biały pionek · b2 – Biały pionek · c2 – Biały pionek · d2 – Biały pionek · e2 – Biały pionek · f2 – Biały pionek · g2 – Biały pionek · h2 – Biały pionek · a1 – Biały pionek · b1 – Biały pionek · c1 – Biały pionek · d1 – Biały pionek · e1 – Biały pionek · f1 – Biały pionek · g1 – Biały pionek · h1 – Biały pionek | a8 – Czarny pionek · b8 – Czarny pionek · c8 – Czarny pionek · d8 – Czarny pionek · e8 – Czarny pionek · f8 – Czarny pionek · g8 – Czarny pionek · h8 – Czarny pionek · a7 – Czarny pionek · b7 – Czarny pionek · c7 – Czarny pionek · d7 – Czarny pionek · e7 – Czarny pionek · f7 – Czarny pionek · g7 – Czarny pionek · h7 – Czarny pionek · a2 – Biały pionek · b2 – Biały pionek · c2 – Biały pionek · d2 – Biały pionek · e2 – Biały pionek · f2 – Biały pionek · g2 – Biały pionek · h2 – Biały pionek · a1 – Biały pionek · b1 – Biały pionek · c1 – Biały pionek · d1 – Biały pionek · e1 – Biały pionek · f1 – Biały pionek · g1 – Biały pionek · h1 – Biały pionek | a8 – Czarny pionek · b8 – Czarny pionek · c8 – Czarny pionek · d8 – Czarny pionek · e8 – Czarny pionek · f8 – Czarny pionek · g8 – Czarny pionek · h8 – Czarny pionek · a7 – Czarny pionek · b7 – Czarny pionek · c7 – Czarny pionek · d7 – Czarny pionek · e7 – Czarny pionek · f7 – Czarny pionek · g7 – Czarny pionek · h7 – Czarny pionek · a2 – Biały pionek · b2 – Biały pionek · c2 – Biały pionek · d2 – Biały pionek · e2 – Biały pionek · f2 – Biały pionek · g2 – Biały pionek · h2 – Biały pionek · a1 – Biały pionek · b1 – Biały pionek · c1 – Biały pionek · d1 – Biały pionek · e1 – Biały pionek · f1 – Biały pionek · g1 – Biały pionek · h1 – Biały pionek | 1 |
|   | a | b | c | d | e | f | g | h |   |

Skoczki – współczesna gra planszowa dla dwóch osób na tradycyjnej warcabnicy. Znana w wielu krajach. Wymaga 16 pionów dla każdego gracza, które początkowo ustawia się w dwóch pierwszych rzędach. Jest pewną odmianą Halmy.

## Zasady gry
Grę rozpoczyna gracz grający pionami białymi.

### Cel gry
Celem gry jest przestawienie wszystkich swoich pionków na pozycje zajmowane na początku przez przeciwnika, czyli przeciwległe, skrajne dwie linie pól. Gracz, który pierwszy tego dokona − wygrywa. Nie ma możliwości gry remisowej.

### Mechanika gry
Ruch polega na:
- przesunięciu swojego pionka na dowolne sąsiednie pole wolne poziomo lub pionowo (do przodu, do tyłu lub na boki),

- przeskoczeniu przez pionek własny lub przeciwnika z pola bezpośrednio sąsiadującego z przeskakiwanym pionem na pole bezpośrednio za nim,

- przeskoczeniu kilku pionów swoich lub przeciwnika z pola bezpośrednio sąsiadującego z przeskakiwanym pionem na pole bezpośrednio za nim,

- wykonaniu całej serii skoków jednym pionkiem zgodnie z dwiema poprzednimi zasadami – zmiana kierunku kolejnych skoków jest możliwa.

Pionki nie biją się wzajemnie.

## Warianty
Istnieje wariant Skoczków rozpoczynający w rogach Warcabnicy. W bardzo podobny sposób można również grać w Halmę.